# Kitayama Seitarō
Kitayama Seitarō (tiếng Nhật: 北山 清太郎 Kitayama Seitarō?, 1888 - 2 tháng 2 năm 1945) là một đạo diễn hoạt hình Nhật Bản sớm có tác phẩm bao gồm những ví dụ đầu tiên về sản xuất thương mại anime. Kitayama Seitarō được nhắc đến như là một trong những người cha của anime - theo nhận xét của nhà nghiên cứu Irie Yoshirō, thuộc National Film Center Nhật Bản.

## Tác phẩm
- Battle of a Monkey and a Crab (1917)[2]
- Yume no jidōsha (1917)[2]
- Neko to nezumi (1917)[2]
- Itazura posuto (1917)[2]
- Hanasaka-jiji (1917)[2]
- Chokin no susume (1917)[2]
- (Otogibanashi–) Bunbuku chagama (1917)[2]
- Shitakire suzume (1917)[2]
- Kachikachiyama (1917)[2]
- Chiri mo tsumoreba yama to naru (1917)[2]
- Urashima Tarō (1918)[2]
- Momotarō
- Tarou no Banpei Senkoutei no Maki